# کیت بال
کیت بال (انگلیسی: Keith Ball؛ ۲۶ اکتبر ۱۹۴۰ – ۵ ژوئیهٔ ۲۰۲۳) بازیکن فوتبال اهل بریتانیا بود.
از جمله باشگاه‌هایی که وی در آنها بازی کرده‌است، می‌توان به باشگاه فوتبال والسال، باشگاه فوتبال نانیتون تاون، باشگاه فوتبال کیدرمینستر هاریرس، باشگاه فوتبال ووستر سیتی، باشگاه فوتبال پورت ویل و باشگاه فوتبال دارلاستون اشاره کرد.
بال در ۵ ژوئیهٔ ۲۰۲۳، در سن ۸۲ سالگی درگذشت.